# Colin Mawby

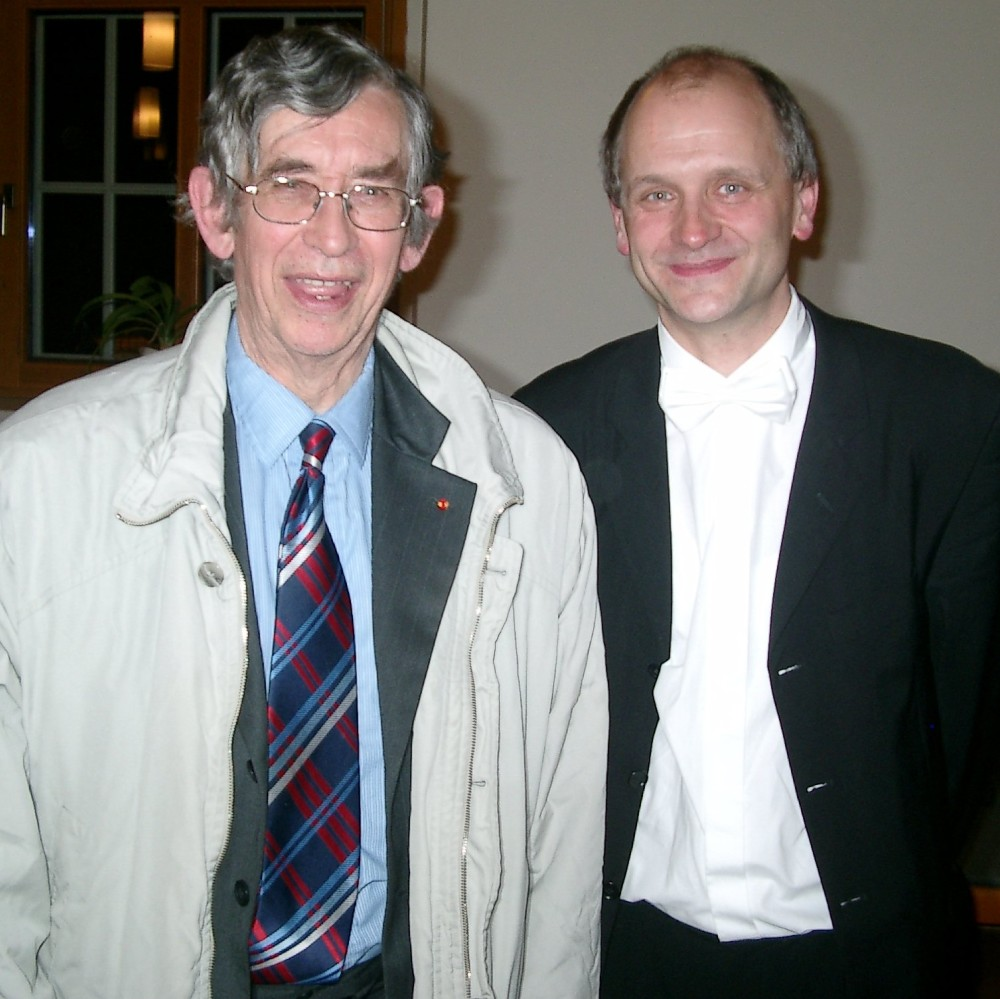
Colin Mawby und Michael Scholl nach der deutschen Erstaufführung seines Fun Gloria und Christus vincit durch die Biederitzer Kantorei (2007)

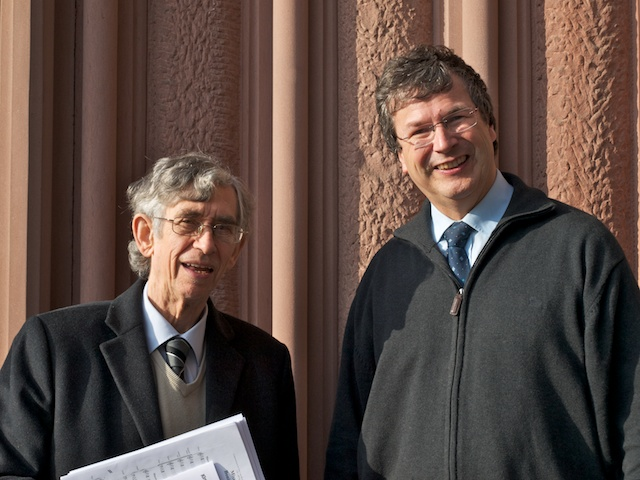
Colin Mawby und Gabriel Dessauer vor St. Bonifatius Wiesbaden (2011)

Colin Mawby (* 9. Mai 1936 in Portsmouth; † 24. November 2019) war ein britischer Organist, Chorleiter und Komponist. Er leitete ab 1961 die Kirchenmusik an Westminster Cathedral und war ab 1981 Leiter der Chöre der irischen Rundfunkgesellschaft RTÉ. 2006 wurde er zum Ritter des päpstlichen Gregoriusordens ernannt. Er galt als einer der bekanntesten zeitgenössischen englischen Komponisten für Kirchenmusik.

## Leben
Colin John Beverley Mawby erhielt seine früheste musikalische Ausbildung an der Chorschule der Westminster Cathedral. Er assistierte dort seit seinem 13. Lebensjahr George Malcolm an der Orgel. Die Jungen sangen pro Woche in 14 bis 15 Gottesdiensten und erhielten zehn Stunden Proben, unter anderem in Gregorianischem Gesang. Mawby studierte am Royal College of Music bei Gordon Jacob. Während dieser Zeit arbeitete er mit Adrian Boult und Malcolm Sargent.
Er wurde an Westminster Cathedral zunächst Assistent und war dann von 1961 bis 1976 Master of the Music. Während dieser Zeit leitete er die ersten Aufführungen des Ensembles für Frühe Musik Pro Cantione Antiqua. Er arbeitete auch zusammen mit den London Mozart Players, dem Wren Orchestra, dem belgischen Rundfunkchor und den BBC Singers. Er trat in St Paul’s Cathedral vor der Königin von England auf, in Westminster Cathedral für Präsident John F. Kennedy und im Petersdom für Papst Johannes Paul II.
1981 wurde er in Dublin Leiter des Rundfunkchores von Radio Telefís Éireann, später auch künstlerischer Leiter des National Chamber Choir. 1985 gründete er den RTÉ Philharmonic Choir und einen Kinderchor.
Mawby lebte bis zu seinem Tod in der Grafschaft Dublin in Irland und in London. Er starb am 24. November 2019.

### Ehrungen
2006 wurde ihm für seine Verdienste um die Kirchenmusik der päpstliche Gregoriusorden verliehen.
2012 trug er sich in das Goldene Buch der Stadt Magdeburg ein. Im Jahre 2013 trug sich Colin Mawby in das Goldene Buch der Stadt Rheda-Wiedenbrück ein.

## Werke
Mawby komponierte zahlreiche Werke für die Liturgie der katholischen Kirche in England, Messen, Motetten und Antiphonen, darunter auch Psalmvertonungen (wie Psalm 23, 121, 150) und Liedsätze. Sein Requiem of Hope (Requiem der Hoffnung) für Sopran, gemischten Chor und Orgel, komponiert von 1995 bis 2002, basiert auf Texten von Henry Vaughan, John Henry Newman und anonymen Texten. Ein Te Deum für Sopran, gemischten Chor, Orgel und Blechbläser wurde 2006 in Cambridge anlässlich seines 70. Geburtstags uraufgeführt. Seine Vertonung von Psalm 113, Laudate Pueri Dominum, erklang erstmals 2011 in der Westminster Cathedral Hall. Für den Chor von St. Bonifatius in Wiesbaden, der 2012 sein 150-jähriges Bestehen feierte, komponierte er die Missa solemnis Bonifatius-Messe für Sopran, gemischten Chor, Kinderchor, Oboe und Orgel, die am 3. Oktober 2012 uraufgeführt wurde, geleitet von Gabriel Dessauer. Die „klangprächtige und effektvolle sowie musikalisch-eindringliche“ Messe wurde am 3. November 2012 im Frankfurter Dom aufgeführt, diesmal mit Domorganist Andreas Boltz an der Orgel. 2016 wurde das Oratorium Ecce homo anlässlich des 100. Deutschen Katholikentages in der bis auf den letzten Platz gefüllten Leipziger Nikolaikirche mit mehr als 200 Mitwirkenden unter Leitung von Frank Steffen Elster (Gewandhaus zu Leipzig) uraufgeführt und begeistert aufgenommen. Dieses Werk ist „Allen Frauen, Männern und Kindern gewidmet, die versuchen, der inneren Stimme ihres Gewissens trotz Gefahr, Verfolgung und Angst zu folgen – wie die Demonstrierenden der Friedlichen Revolution am 9. Oktober 1989 in Leipzig“.
Weltliche Werke umfassen zwei Kinderopern, The Torc of Gold (1996) und The Quest (2000), beide auf Libretti von Maeve Ingoldsby, im Auftrag des National Chamber Choir, und in Dublin unter seiner Leitung uraufgeführt. Er schrieb unter anderem auch fünf Liederzyklen und eine Weihnachtskantate für Kinder.
Mawby bemerkte zu seinem Schaffen für Chöre: „Ich kann keine Chormusik schreiben, wenn ich nicht mit Chören arbeite. […] Ich muss für bestimmte Menschen schreiben.“ – “I cannot write choral music unless I work with choirs. Now that’s a subjective judgement: I know that lots of people can do these things; I can’t. I have to write for particular people.”

### Auswahl
Die nachfolgend genannte Komposition wurde uraufgeführt durch: Dresdner Kapellknaben, Mädchenchor am Kölner Dom, St. Eugenia Vocalensemble Stockholm, Biederitzer Kantorei, Vocalconsort Leipzig; Camerata Lipsiensis, Daniel Beilschmidt (Orgel).
- Ecce homo, Uraufführung (2016)[12]

Die nachfolgend genannten Kompositionen wurden durch die Biederitzer Kantorei aufgeführt:
- Es wolle Gott uns gnädig sein: komponiert für die Biederitzer Kantorei, Uraufführung (2017)[13]
- Homage to Lucas Cranach: komponiert für die Biederitzer Kantorei, Uraufführung (2015)[14]
- Da Pacem: komponiert für die Biederitzer Kantorei, Uraufführung (2014)[15]
- Homage to Martin Luther: komponiert für die Biederitzer Kantorei, Uraufführung (2012)[16]
- Et Verbum Caro Factum Est: komponiert für die Biederitzer Kantorei, Uraufführung (2011)[17]
- Missa solemnis: komponiert für die Biederitzer Kantorei, Uraufführung (2010)[18]
- A Song of Hope: deutsche Erstaufführung (2009)[19]
- Quoniam Angelis Suis und Te Deum: deutsche Erstaufführung (2009)[20]
- A Fun Gloria und Christus vincit: deutsche Erstaufführung (2007)[21]

Die nachfolgend genannten Kompositionen wurden durch die Kinder- und Jugendchöre St. Aegidius aufgeführt:
- Sicut Cervus: komponiert für die Jugendchöre St. Aegidius, Uraufführung (2013)
- Fünf Stücke für Advent und Weihnachten in englischer und lateinischer Sprache für Chor und Orgel: komponiert für die Jugendchöre St.Aegidius, Uraufführung (2014)